# اورارد باتلر
اورارد باتلر (انگلیسی: Everard Butler؛ ۲۸ دسامبر ۱۸۸۵ – November 23, 1958 (aged 73)) ورزشکار روئینگ اهل کانادا بود.
وی در مسابقات کشوری و بین‌المللی در مجموع برندهٔ ۱ مدال برنز شده‌است.